# Neil Ferguson
Neil Morris Ferguson OBE (1968, Reino Unido) é um médico epidemiologista britânico e professor de biologia matemática, especializado em padroes de propagação  de doenças infecciosas em humanos e animais. É diretor do Abdul Latif Jameel Institute for Disease and Emergency Analytics (J-IDEA), presidente do Departamento de Epidemiologia de Doenças Infecciosas da Escola Pública de Saúde e Vice-Reitor do Desenvolvimento Acadêmico da Faculdade de Medicina, todos no Imperial College London.
Ferguson recebeu a Ordem do Império Britânico em 2002 devido ao seu trabalho de modelação do surto de febre aftosa de 2011 no Reino Unido. Neil usou a modelação matemática para fornecer dados de diversos surtos, incluindo a pandemia de gripe suína no Reino Unido em 2009 e o surto de ebola na África Ocidental.  Seu trabalho também inclui pesquisa de doenças provocadas por bactérias, vírus e parasitas transmitidos por mosquitos, incluindo a febre zika, febre amarela, dengue e malária.
Em fevereiro de 2020, durante a pandemia de COVID-19, a qual foi iniciada na China, Neil e sua equipe utilizaram modelos estatísticos para estimar que a quantidade de casos de infectados pelo COVID-19 foi sub-detectada na China.

## Biografia
Obteve seu mestrado em física pela Universidade de Oxford em 1990 e seu doutorado em física teórica em 1994 para uma tese intitulada "Interpolações contínuas de superfícies aleatórias cristalinas a dinamicamente trianguladas".
Em 2014, como diretor do centro do Conselho de Pesquisa Médica do Reino Unido, Ferguson forneceu análise de dados para a Organização Mundial da Saúde (OMS), sobre o Ebola durante a epidemia de ebola na África Ocidental.
Em 2016, foi co-autor de um artigo intitulado "Combatendo a epidemia de zika na América Latina", publicado na Science.
Em relação ao novo coronavírus, afirmou que a taxa de mortalidade por COVID-19 é menor que a SARS e MERS, mas ainda comparável à pandemia de gripe espanhola de 1918.

## Publicações
- "Closure of schools during an influenza pandemic'. Lancet Infectious Diseases. Vol. 9, Issue 8 (August 2009), pp. 473–81. doi:10.1016/S1473-3099(09)70176-8 (joint author)
- "Travel patterns in China". PLOS One, Vol. 6, Issue 2, (12 February 2011). PubMed, doi:10.1371/journal.pone.0016364 (joint author)
- "Identification of MERS-CoV in dromedary camels". The Lancet. Vol. 14, Issue 2 (1 February 2014), pp. 93–94, doi:10.1016/S1473-3099(13)70691-1 (joint author)
- "Infectious disease: Tough choices to reduce Ebola transmission". Nature. Vol. 515, Issue 7526 (13 November 2014). doi:10.1038/515192a (joint author)
- "Modeling the impact on virus transmission of Wolbachia-mediated blocking of dengue virus infection of Aedes aegypti". Science Translational Medicine. Vol. 7, Issue 279 (18 March 2015), pp. 279ra37. ISSN 1946-6242, PMC 4390297, PubMed. (joint author)
- "Assessing the epidemiological effect of wolbachia for dengue control". The Lancet. Vol. 15, Issue 7 (1 July 2015), pp. 862–866. doi:10.1016/S1473-3099(15)00091-2. (joint author)
- "Countering the Zika epidemic in Latin America". Science'. Vol. 353, Issue 6297 (22 July 2016), pp. 353–354. PubMed,  doi:10.1126/science.aag0219, (joint author)
- "Challenges and opportunities in controlling mosquito-borne infections". Nature. Vol. 559, Issue 7715 (25 July 2018), pp. 490–497.doi:10.1038/s41586-018-0318-5
- "All reports published on COVID-19". Imperial College, MRC Centre for Global Infectious Disease Analysis (15 February 2020), (joint author)